# Губернатори і намісники Галичини та Володимирії
У списку вказані монархи, губернатори і намісники Королівства Галичини та Володимирії від переходу Галичини під владу Габсбурґів у 1772 році й до проголошення ЗУНР у 1918 році.

## Королі Галичини і Володимирії
- Марія-Терезія (1772–1780)
- Йосип ІІ (1780–1790)
- Леопольд II (1790–1792)
- Франц І (1792 – 2 березня 1835)
- Фердинанд І (2 березня 1835 – 2 грудня 1848)
- Франц Йосип І (2 грудня 1848 – 21 листопада 1916)
- Карл І (21 листопада 1916 – 11 листопада 1918)

## Губернатори

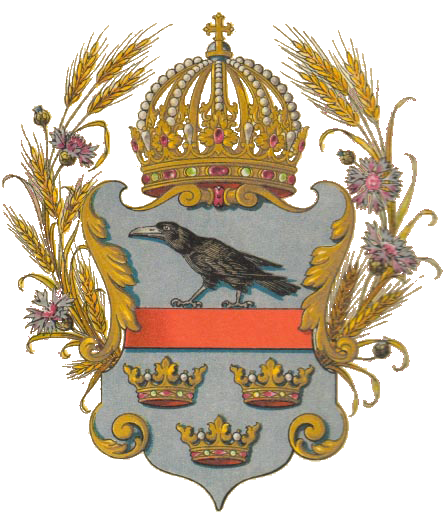

- 10.1772 — 01.1774 — Антон фон Перґен
- 01.1774 — 06.1774 — Андрей Гадік
- 06.1774 — 06.1780 — Генріх Ауершперґ
- 06.1780 — 10.1794 — Йозеф Бріґідо
- 10.1794 — 07.1795 — Йожеф Секелі
- 07.1795 — 02.1801 — Йоганн Ґайзрук
- 02.1801 — 08.1801 — Йозеф Франц да Паула
- 08.1801 — 07.1806 — Йозеф фон Урмені
- 07.1806 — 03.1809 — Крістіан Вурмзер
- 03.1810 — 04.1815 — Петер Ґосс (Peter Graf von Goeß)
- 04.1815 — 07.1815 — Ґеорґ Ехснер
- 08.1815 — 11.1822 — Франц Сераф фон Гауер
- 11.1822 — 08.1826 — Люфвіґ Таафе

## Військові губернатори
- 1806 — 1813 — Генріх Йозеф Йоганнес фон Беллеґарде
- 1813 — 1814 — Міхаель фон Клінмайр

## Генерал-губернатори
- 08.1826 — 09.1832 — Авґуст Лонгин Фюрст фон Лобковіц
- 09.1832 — 2.07.1846 — Фердинанд-Кароль Йозеф Габсбурґ-Есте
- 02.07.1846 — 08.1847 — Франц Кріг фон Гохфельден
- 1.08.1847 — 06.1848 — Франц Зераф Штадіон фон Вартгаузен
- 06.1848 — 07.1848 — Вільгельм Карл Конрад фон Гаммерштайн
- 30.07.1848 — 15.01.1849 — Вацлав Залеський
- 15.01.1849 — 13.12.1859 — Аґенор Ґолуховський (старший)
- 1859 — 1860 — Йозеф фон Кальхберґ
- 1860 — 1861 — Карл фон Мош
- 1861 — 27.10.1864 — Александер фон Менсдорфф-Пуйї
- 1864 — 19.10.1866 — Франц фон Баумґартнер

## Намісники (штатгальтери)
- 20.10.1866 — 7.10.1867 — Аґенор Ґолуховський (старший)
- 1867 — 1871 — Людвік Поссінґер-Хоборський
- 20.07.1871 — 3.08.1875 — Аґенор Ґолуховський (старший)
- 24.11.1875 — 10.08.1883 — Альфред Юзеф Потоцький
- 10.08.1883 — 09.1888 — Філіп Залеський
- 10.1888 — 09.1895 — Казимир Фелікс Бадені
- 25.09.1895 — 03.1898 — Евстахій Станіслав Санґушко
- 31.03.1898 — 06.1903 — Леон Пінінський
- 06.1903 — 12.04.1908 — Анджей Казімеж Потоцький
- 28.04.1908 — 14.05.1913 — Міхал Бобжинський
- 14.05.1913 — 20.08.1915 — Вітольд Коритовський
- від 1.11.1918 — Володимир Децикевич (в.о)

## Генерал-губернатори
- 8.1915 — 8.04.1916 — Германн фон Колард
- 04.1916 — 03.1917 — Еріх фон Діллер
- 03.1917 — 1.11.1918 — Карл фон Гуйн